# Santa Calamanda
Santa Calamanda, verge i màrtir, és la santa patrona de Calaf. Venerada com a santa per l'Església catòlica, es tracta d'un personatge llegendari, probablement inexistent, la tradició del qual es va originar arran d'unes relíquies arribades a l'església. A partir d'elles, es va construir una història que vinculés aquestes relíquies a Calaf.

## Llegenda
El seu nom sembla procedir del llatí calamus —«canya» i en aquest cas, «amb forma de canya». Quasi res de la seva 
existència se sap amb certesa, i de la seva vida, les hagiografies en difereixen en gran manera. Segons una tradició, recollida per Joan Amades, hauria estat una calafina que hauria mort verge per desobeir el prefecte Dacià, governador d'Hispània; el seu martiri hauria estat el dia 5 de febrer del govern de Dioclecià (ço és l'any 303); una segona versió és que hauria estat una cristiana a qui el seu pare hauria tallat els braços perquè no pogués senyar-se. Una altra versió indica que hauria estat nada a Calaf, al llogaret de Soler Lladrús; companya de santa Úrsula de Colònia, hauria estat una de les onze noies degollades pels huns a Colònia quan tornaven d'una peregrinació a Roma; si fos així, hauria viscut entre el segle iii i el V.

## Veneració
El que sembla més estès és que les despulles de la santa van arribar a Calaf, on foren venerades amb devoció. Quan al segle xvii es construí l'església de Sant Jaume, hom les va guardar en la cripta que s'hi va construir a posta (1649). Coetàniament el papa Urbà VIII havia reconegut, per butlla pontifícia del 13 d'agost del 1624, el culte a la santa i la Confraria que li seria dedicada. La seva festa se celebra el 5 de febrer. Els goigs que li són dedicats (Goigs a llaor de la gloriosa Verge i Màrtir Santa Calamanda, filla i patrona de la Vila de Calaf on es guarda el seu Cap venerable, edició del 1985) tenen música de mossèn Llorenç Guiteras.
Segons l'Institut d'Estadística de Catalunya el 2012 hi havia 39 persones amb aquest nom a Catalunya, de les que 11 a l'Anoia, 9 al Barcelonès i 4 al Montsià.
La santa és venerada també al poble mexicà que porta el seu nom (Calamanda, poble de 1.700 habitants al municipi del Marqués, estat de Querétaro). Una imatge de la santa hi va ser portada el 2000 i hi fou solemnement coronada el 26 de maig del 2002. El poble en celebra la festa en l'aniversari de la coronació, a la darrera setmana de maig de cada any.